# Radiografie
Radiografia este înregistrarea, pe film fotografic special, a imaginii structurale a unui obiect, obținută cu ajutorul radiațiilor X sau gamma.
Radiografia permite examinarea obiectelor netransparente pentru lumină, pe baza proprietății acestor radiații de a fi mult mai penetrante.
La realizarea radiografiei, sursa de radiații este dispusă de o parte a obiectului, iar filmul de cealaltă parte.
Străbătând obiectul, radiațiile sunt atenuate inegal în diferitele puncte ale acestuia (în funcție de densitatea și de grosimea materialului), astfel încât, pe film, componentele obiectelor neomogene se diferențiază prin contrast.

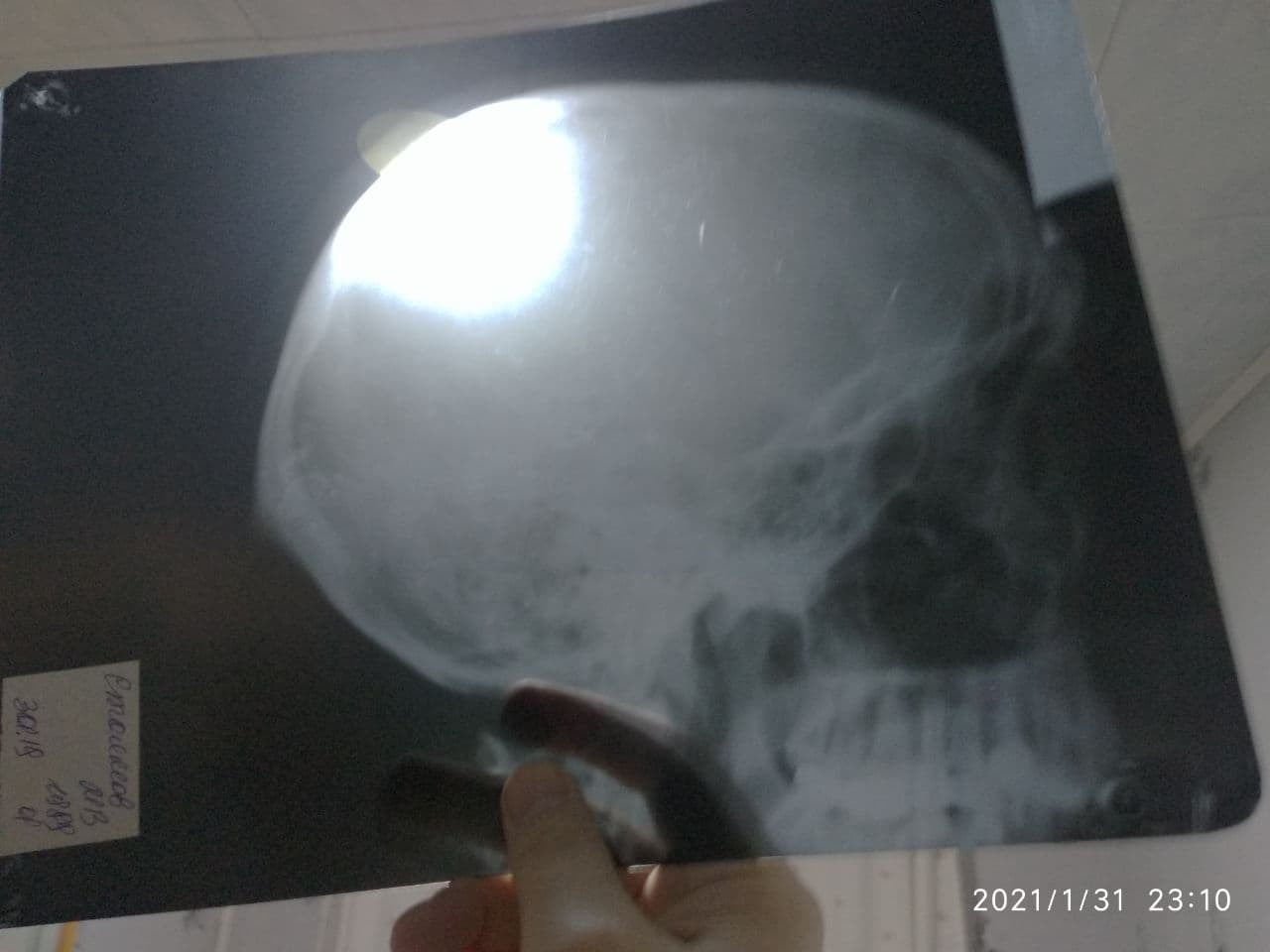

Radiografia se utilizează pe larg în medicină, diferitele țesuturi sau organe având transparențe inegale la radiațiile X. Unele organe goale pot fi umplute cu o substanță radiopacă care absoarbe razele X. Un exemplu în acest caz este sulfatul de bariu este folosit pe cale orală pentru examinarea esofagului sau stomacului. Alte substanțe sunt folosite injectabil pentru angiografie (examinarea vaselor de sânge).  
Față de radioscopie, radiografia prezintă avantajul de a fixa definitiv imaginea structurală, înregistrând totodată amănunte pe care ochiul nu le poate percepe la prima vedere (pe ecranul fluorescent).
Printre dezavantajele radiografiei ar fi: imaginile organelor suprapuse pot fi confuze sau diferențele mici între țesuturi nu pot fi detectate ușor. Cu toate acestea radiografia încă se folosește în 50% din imaginile clinice. Până în anii 60 era singura metodǎ disponibilă răspândită pe larg.
În tehnică, radiografia se utilizează mai ales pentru defectoscopie.
De asemenea, se fac radiografii ale picturilor, care servesc drept replici pentru identificarea originalelor.